# Corrado Terranova
Corrado Terranova (Noto, 23 marzo 1902 – 27 agosto 1973) è stato un politico italiano.

## Biografia
Eletto all'Assemblea Costituente nelle file della Democrazia Cristiana, venne confermato dalla I alla V legislatura. Ricoprì la carica di sottosegretario alla Marina Mercantile nei governi Pella, Scelba, Fanfani I, Segni I e Zoli, e di sottosegretario per le poste e le telecomunicazioni nel Fanfani IV e Leone I.